# Pedro María Artola Urrutia
Pedro María Artola Urrutia   (Andoain, 6 de setembre de 1948) conegut com a "Pello" Artola, fou un porter de futbol basc dels anys 70 que defensà la porteria de la Reial Societat de Sant Sebastià i del FC Barcelona.

## Biografia
Artola es formà al planter de la Reial Societat de Sant Sebastià, jugant des del 1967 fins al 1973 en el filial donostiarra a Tercera división, el San Sebastián CF, realitzant puntuals aparicions al primer equip, debutant a Primera Divisió el 13 de desembre de 1970 contra l'Athletic Club de Bilbao.
L'any 1975, amb gairebé 27 anys, Artola va fitxar amb el FC Barcelona, jugant només 25 partits de Lliga en els seus dos primers anys combinats però esdevenint posteriorment titular. Va guanyar el Trofeu Ricardo Zamora com a millor porter l'any 1977–78, i va afegir la Copa del Rei de la campanya amb els catalans, un dels set grans honors del club, en els vuitens de final d'aquesta competició, en els últims minuts del 8-0 a casa del Getafe Deportivo després d'un empat a 3-3 fora, va fer un penal després de la petició dels afeccionats del Camp Nou, i el va fallar; també va estar a la porteria en una de les dues finals de la Recopa d'Europa guanyades pel Barça, la victòria de 1979 per 4–3 contra el Fortuna Düsseldorf a Basilea. Va ser suplent a la final de la Recopa de 1982, que el Barça va guanyar a l'Standard de Lieja per 2-1 al Camp Nou.
Al FC Barcelona fou el porter titular durant vuit temporades, aconseguint diversos títols i disputant 311 partits oficials. Amb el Barça guanyà 3 Copes del Rei, 1 Copa de la Lliga i 1 Supercopa d'Espanya, aconseguint a més a més el Trofeu Zamora com a porter menys golejat de la categoria la temporada 1978/79 en encaixar 25 gols en 29 partits.
Durant la seva última temporada, la 1983/84, perdé la titularitat en benefici de Francisco Javier González Urruticoechea, "Urruti".

## Clubs
- San Sebastián CF: 1967-1973
- Reial Societat: 1973-1975
- Futbol Club Barcelona: 1975-1984

## Palmarès

### Campionats estatals
- 3 Copes del Rei: 1978, 1981 i 1983
- 1 Copa de la Lliga: 1983
- 1 Supercopa d'Espanya: 1983

### Campionats internacionals
- 2 Recopes d'Europa: 1978-79 i 1981-82

### Distincions individuals
- 1 Trofeu Zamora: 1979